# NGC 2350
NGC 2350 (другие обозначения — UGC 3747, MCG 2-19-1, ZWG 57.5, IRAS07104+1221, PGC 20416) — линзовадная галактика в созвездии Малого Пса. Открыта Эдуардом Стефаном в 1874 году.
Возможно, в галактике наблюдались гравитационные волны. В галактике наблюдается эмиссия газа, который вращается в том же направлении, что и звёздное население. На границе перемычки некоторые области более яркие; центральные области очень бедны металлами, что может объясняться поглощением в прошлом другой галактики с низкой металличностью. В среднем металличность галактики немного ниже солнечной.
Этот объект входит в число перечисленных в оригинальной редакции «Нового общего каталога».